# پاتوفیزیولوژی اچ‌آی‌وی/ایدز

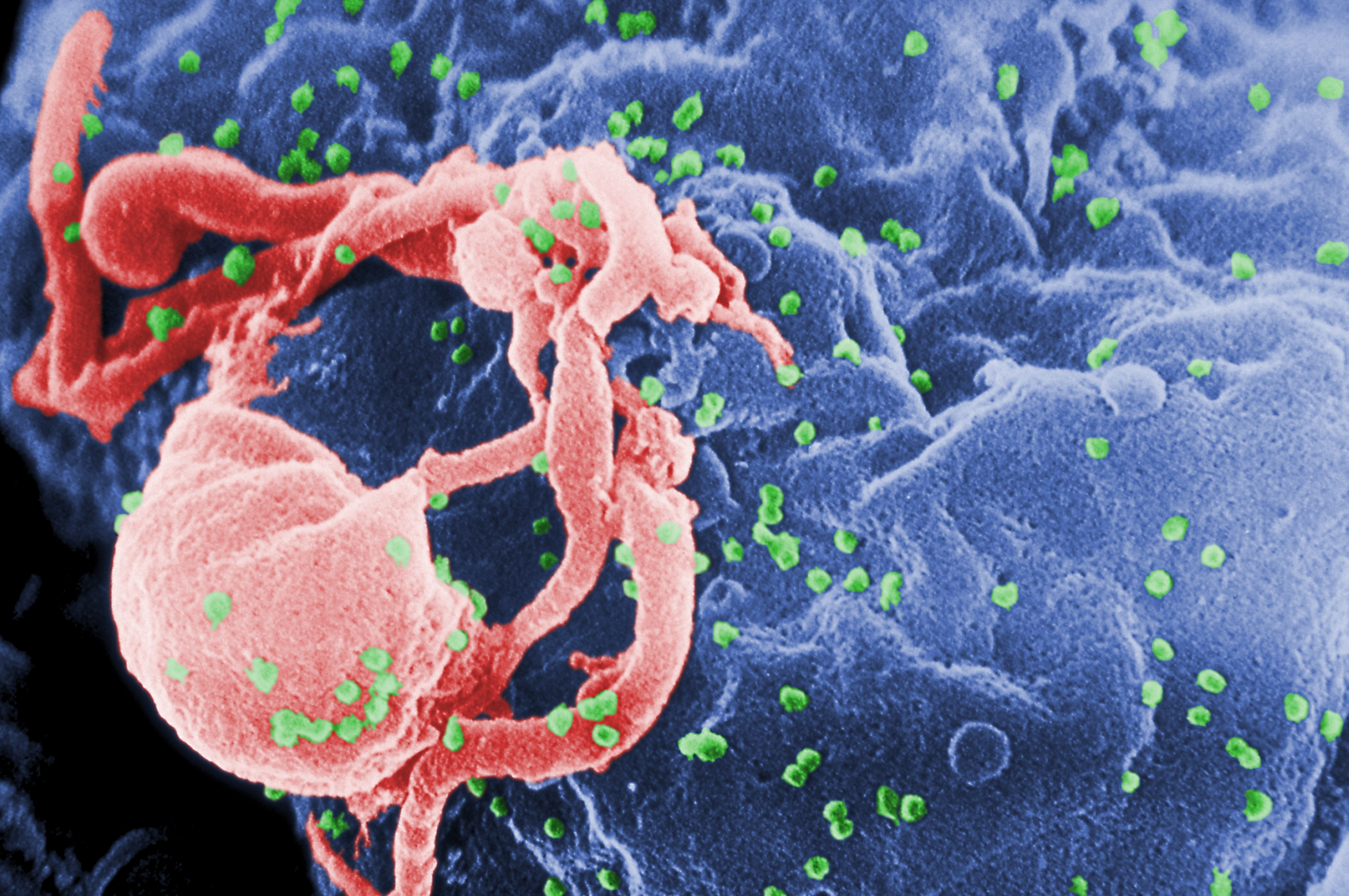
میکروگراف الکترونی اسکنی از HIV-1، که با رنگ سبز مشخص شده و از یک لنفوسیت کشت شده تولید شده است.

پاتوفیزیولوژی اچ‌آی‌وی/ایدز پیچیده است.
پس از ورود ویروس به بدن، یک دوره سریع تکثیر ویروسی وجود داشته و منجر به بالا رفتن تعداد ویروس در خون اطراف خود خواهد شد. در طی عفونت اولیه، سطح HIV ممکن است به چند میلیون ذره ویروس در هر میلی لیتر خون برسد. این واکنش با کاهش قابل توجهی در تعداد سلول‌های در گردش CD4+ T همراه است. این ویروس خونی حاد تقریباً همواره با فعالیت سلول‌های CD8+ T در ارتباط است که سلول‌های آلوده به HIV را از بین می‌برد و سپس آنتی‌بادی تولید می‌کند. به نظر می‌رسد که واکنش سلول CD8+ T در کنترل سطح ویروس مهم باشد، که به اوج رسیده و سپس کاهش می‌یابد، تا شمار سلول‌های CD4+ T به مقدار قبل بازگردد. واکنش یک سلول CD8+ T سالم هر چند که ویروس را از بین نمی‌برد اما باعث می‌شود بیماری با سرعت کمتری پیشرفت کند و بهتر بتوان بیماری را شناسایی کرد.
پاتوفیزیولوژی بیماری ایدز پیچیده است. در نهایت، HIV با به تحلیل بردن سلول‌های CD4+ T منجر به ایدز شده و باعث تضعیف دستگاه ایمنی بدن و عفونت فرصت‌طلب می‌شود. وجود سلول‌های T برای واکنش ایمنی ضروری است و بدون آنها، بدن نمی‌تواند با عفونت‌ها مقابله کند یا سلول‌های سرطانی را از بین ببرد. عملکرد کاهش سلول‌های CD4+ T در وضعیت حاد و مزمن متفاوت است. در حین وضعیت حاد، سلول‌های HIV ناشی از سلول‌های عفونی تحلیل رفته و کشته شده توسط سلول‌های سمی T، عامل کاهش سلول‌های CD4+ T هستند، اگر چه عامل دیگر می‌تواند مرگ برنامه‌ریزی‌شده یاخته باشد. در حین وضعیت مزمن، به نظر می‌رسد که عواقب ناشی از فعالیت کلی دستگاه ایمنی بدن همراه با از دست دادن تدریجی توانایی دستگاه ایمنی بدن برای تولید سلول‌های جدید T عامل کاهش تدریجی تعداد سلول‌های CD4+ T باشد. اگر چه علائم نقص دستگاه ایمنی توسط ایدز تا چند سال بعد از عفونت در فرد ظاهر نخواهد شد، ولی نقصان سلول‌های CD4+ T در طول هفته اول عفونت، به خصوص در مخاط روده، که منبع اکثریت لنفوسیت‌های موجود در بدن است، اتفاق می‌افتد. . دلیل اصلی از دست رفتن سلول‌های مخاطی CD4+ T این است که اکثر سلول‌های مخاطی CD4+ T نشان دهنده پروتئین CCR5 هستند که HIV از آنها برای دستیابی به سلول‌ها استفاده می‌کند، در حالی که تنها بخش کوچکی از سلول‌های CD4+ T در جریان خون این کار را انجام می‌دهند.
ویروس HIV به دنبال CCR5 نشانگر CD4+ T می‌گردد و آنها را از بین می‌برد در نهایت واکنش شدید دستگاه ایمنی، عفونت را کنترل می‌کند و مرحله نهفتگی بالینی آغاز می‌گردد. سلول‌های. CD4+ T در بافت مخاطی باقی می‌مانند. . تکثیر مداوم HIV از وضعیت کلی فعالیت ایمنی حاصل می‌شود. فعالیت دستگاه ایمنی که نمایانگر افزایش فعالیت سلول‌های ایمنی و التهاب سیتوکین است، از فعالیت چندین محصول ژن HIV و واکنش دستگاه ایمنی به تکثیر HIV حاصل می‌شود. همچنین از کار افتادن دستگاه ایمنی گوارشی به وسیله تکثیر سلول‌های مخاطی CD4+ T در طی مرحله عفونی بیماری به این موضوع مربوط می‌شود.

## سلول‌های تحت تأثیر واقع‌شده
این ویروس بیشتر سلول‌های زیر را تحت تأثیر قرار می‌دهد:
- دستگاه لنفروتیک:
  - CD4+ لنفوسیت تی کمک‌کننده
  - درشت‌خوارها
  - مونوسیت‌ها
  - لنفوسیت‌های بی
- سلول‌های درون‌پوش قطعی
- دستگاه عصبی مرکزی:
  - میکروگلیال دستگاه عصبی
  - آستروسیت‌ها
  - الیگودندروسیت‌ها
  - یاخته‌های عصبی